# Policia Gran Ducal
La Policia Gran Ducal (en francès: Police Grand-Ducale) és la principal agència de l'ordre públic al Gran Ducat de Luxemburg. La policia és sota el control del Ministre de l'Interior de Luxemburg, encara que operen en nom, i sota el últim control, del Gran Duc. El control executiu del dia a dia és exercit pel Director General. La Policia del Gran Ducat ha existit a la seva forma actual des de l'1 de gener de 2000, quan la Gendarmeria Gran Ducal es va fusionar amb la policia.
És responsable de garantir la seguretat interna de Luxemburg, el manteniment de la llei i l'ordre, el control de fronteres i fer complir totes les lleis i decrets del Gran Ducat. També és responsable d'assistir a l'exèrcit en les seves operacions internes, segons el prescrit pel Gran Duc.

## Organització

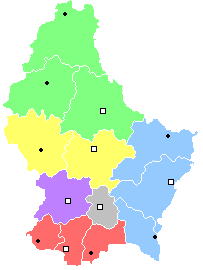
L'actuació per a la Policia del Gran Ducat s'organitza en sis centres d'intervenció primària, on es troben d'altres centres d'intervenció secundària.

Les operacions de la Policia Gran Ducal es divideixen en sis regions (circumscripcions regionals), que són sota el comandament d'un director regional. El director és responsable dels centres d'intervenció primària, centres d'intervenció secundària, estacions de policia locals i els serveis en tota la regió. La seu de cada regió són a Capellen, Diekirch, Esch-sur-Alzette, Grevenmacher, Ciutat de Luxemburg, i Mersch.
Els centres d'intervenció primària (Centre d'Intervention Primaire, abreujat 'CIP') són les estacions de policia millor equipades per fer front a les emergències. Els CIP també serveixen com a seu per a la regió, proporcionant suport administratiu a altres centres d'operacions de la regió. Les jurisdiccions dels CIP cobreixen les seves respectives regions.
Als sis CIP es troben els tretze «centre d'intervenció secundària» (Centre d'Intervention Secondaire, abreujat "CIS"). Com els PIC exerceixen el seu paper, així com les seves pròpies funcions, n'hi ha set situades a les poblacions de Differdange, Dudelange, Echternach, Redange, Remich, Troisvierges i Wiltz.
Locals de comissaries (Commissariat de Proximité, abreujat 'CP') operen separadament dels CIP i CIS, però són sota el control del director regional. A més a més dels tretze PIC, que realitzen la funció de la CP, n'hi ha trenta-vuit estacions locals distribuïts en els principals pobles i ciutats de Luxemburg. Vuit d'aquests CP locals estan a la Ciutat de Luxemburg, a més a més de la CIP.
Una divisió especial de la policia en l'Aeroport de Luxemburg - Findel és directament responsable de control de fronteres.
Les forces policíaques regionals també són responsables de la vigilància de les carreteres, la recerca penal, i la prestació d'ajut a les víctimes de la delinqüència.